# Zénith Saint-Pétersbourg (basket-ball)
Maillots
Le Zénith Saint-Pétersbourg (anciennement Trioumf Lioubertsy) (en anglais : Triumph Lyubertsy) est un club russe de basket-ball issu de la ville de Saint-Pétersbourg. Le club a été créé en 2007 mais, en rachetant l'intégralité des droits sportifs du Dynamo région de Moscou, il a pu immédiatement intégrer la Superligue, l'élite du championnat russe. Cela lui permet également dès sa première saison de jouer l'ULEB cup.

## Historique

Ancien logo

Lors de la saison 2020-2021, le Zénith, mené par Kevin Pangos, se qualifie pour les play-offs en Euroligue (éliminé difficilement par le FC Barcelone) et en VTB United League (premier de la saison régulière, le Zénith est éliminé en demi-finale par le CSKA Moscou).

## Palmarès
- Vainqueur de la VTB United League et champion de Russie 2021-2022

## Entraîneurs successifs
- 2007 - 2010 :  Stanislav Eremin
- 2010 - 2012 :  Valdemaras Chomičius
- 2012 - 2018 :  Vassili Karassev
- 2018 - 2020 :  Joan Plaza
- depuis 2020 :  Xavi Pascual[1].

## Joueurs célèbres ou marquants
- Luke Nevill (en)
- J. R. Bremer
- Kyle Landry
- Kevin Pangos
- Yuval Naimy
- Giedrius Gustas
- Alekseï Babouchkine
- Andreï Desyatnikov
- Sergueï Karassev
- Vassili Karassev
- Andreï Kochtcheïev
- Dmitri Koulaguine
- Evgeny Valiev
- Artem Vikhrov
- Evgeny Voronov
- Egor Vyaltsev
- Ognjen Aškrabić
- Dejan Borovnjak
- Nenad Krstić
- Ivan Zoroski
- Uroš Slokar
- Kerem Tunçeri
- Alan Anderson
- Marcus Goree
- Walter Hodge
- Davon Jefferson
- Cameron Jones
- Paul Miller
- Tasmin Mitchell
- Brion Rush
- Terrell Lyday
- Devin Searcy
- D. J. Stephens